# Martin Šoltys
Martin Šoltys (* 19. března 1973 Rokycany) je český podnikatel a automobilový závodník, několikanásobný účastník Rallye Dakar.

## Motorsport
Martin Šoltys je známý ve světě motorsportu jako závodník týmu Buggyra Racing. Je několikanásobným účastníkem Rallye Dakar, kde od roku 2018 pravidelně soutěží v kategorii kamionů. V roce 2023 získal na Rally Dakar 6. místo v automobilu Tatra 815.

## Významné závody a výsledky
- Rallye Dakar 2018: 12. místo s vozem Tatra Phoenix
- Rallye Dakar 2020: 11. místo s vozem Tatra Phoenix
- Rallye Dakar 2021: 10. místo s vozem Tatra Phoenix
- Rallye Dakar 2023: 6. místo s vozem Tatra 815